# یواس‌اس میسیسینوا (ای‌او-۵۹)
یواس‌اس میسیسینوا (ای‌او-۵۹) (به انگلیسی: USS Mississinewa (AO-59)) یک کشتی بود که طول آن ۵۵۳ فوت (۱۶۹ متر) بود. این کشتی در سال ۱۹۴۴ ساخته شد.